# Aphytis immaculatus
Aphytis immaculatus is een vliesvleugelig insect uit de familie Aphelinidae. De wetenschappelijke naam is voor het eerst geldig gepubliceerd in 1955 door Compere.